# Electrococcidae
Electrococcidae es una familia extinta de insectos hemípteros en la superfamilia Coccoidea.
Se la conoce de ámbar del Cretácico tardío de Norteamérica. Contiene dos o tres géneros y tres especies.

## Géneros
- Apticoccus
- Electrococcus
- Turonicoccus